# 샬럿 레이
샬럿 레이 루보츠키(영어: Charlotte Rae Lubotsky, 1926년 4월 22일 ~ 2018년 8월 5일)는 미국의 배우이다.

## 출연 작품
- 어바웃 리키 (2015)
- 러브 식 러브 (2012)
- 조한 (2008)
- 어디에도 없는 영화 (1997)
- 더 잇시 빗시 스파이더 (1994)
- 톰과 제리 (1992) - 애니메이션
- 워스트 위치 (1986)
- 생사의 갈림길 (1979)
- 헤어 (1979)
- 우리 마을 (1977)
- 핫 락 (1972)
- 바나나 공화국 (1971)
- 빌코 상사 (1955)

### 텔레비전
- 신나는 개구쟁이 (1978-84)
- The Facts of Life (1979-86)
- 사랑의 유람선 (1982-85)